# Llista de monuments de la Garrotxa
Llista de monuments de la Garrotxa inclosos en l'Inventari del Patrimoni Arquitectònic Català. Inclou els inscrits en el Registre de Béns Culturals d'Interès Nacional (BCIN) amb la classificació de monuments o conjunts històrics, els Béns Culturals d'Interès Local (BCIL) de caràcter immoble i la resta de béns arquitectònics integrants del patrimoni cultural català.

## Argelaguer
| Monument                                                                      | Protecció   | Estil/època                          | Localització                        | Coordenades                                          | Codi?         | Imatge |
| ----------------------------------------------------------------------------- | ----------- | ------------------------------------ | ----------------------------------- | ---------------------------------------------------- | ------------- | --- |
| Castell d'Argelaguer                                                          | BCIN 479-MH | Renaixement, obra popular XVI        | Argelaguer C. Muralla, 1            | 42° 12′ 50″ N, 2° 38′ 30″ E / 42.213889°N,2.641667°E | RI-51-0005793 | Castell d'Argelaguer · Vegeu més fotos d'aquest monument · Carregueu una nova foto d'aquest monument                               |
| Castell de Montpalau, Palau d'Amunt i capella de Santa Magdalena de Montpalau | BCIN 776-MH | Obra popular Medieval                | Argelaguer Turó de Santa Magdalena  | 42° 12′ 21″ N, 2° 36′ 29″ E / 42.205958°N,2.608056°E | RI-51-0005794 | Castell de Montpalau (Argelaguer) · Vegeu més fotos d'aquest monument · Carregueu una nova foto d'aquest monument                  |
| Església de Santa Maria d'Argelaguer                                          | BCIL 1998   | Romànic, barroc XI, XVI-XVIII        | Argelaguer Pl. de l'Església        | 42° 12′ 48″ N, 2° 38′ 30″ E / 42.213242°N,2.641763°E | IPA-9860      | Església de Santa Maria d'Argelaguer · Vegeu més fotos d'aquest monument · Carregueu una nova foto d'aquest monument               |
| Capella de Santa Anna d'Argelaguer                                            | BCIL 1998   | Romànic XII                          | Argelaguer Pl. Santa Anna, 1        | 42° 12′ 51″ N, 2° 38′ 33″ E / 42.214077°N,2.642558°E | IPA-9866      | Capella de Santa Anna d'Argelaguer · Vegeu més fotos d'aquest monument · Carregueu una nova foto d'aquest monument                 |
| Can Turrós                                                                    |             | Obra popular XVIII                   | Argelaguer C. Major, 33             | 42° 12′ 56″ N, 2° 38′ 32″ E / 42.215577°N,2.642098°E | IPA-9867      | Can Turrós (Argelaguer) · Vegeu més fotos d'aquest monument · Carregueu una nova foto d'aquest monument                            |
| Can Damas                                                                     |             | Obra popular XVIII                   | Argelaguer C. Major, 55-57          | 42° 12′ 56″ N, 2° 38′ 27″ E / 42.215562°N,2.640705°E | IPA-9868      | Can Damas (Argelaguer) · Vegeu més fotos d'aquest monument · Carregueu una nova foto d'aquest monument                             |
| Santuari de la Mare de Déu del Guilar                                         | BCIL 1998   | Romànic XII, XVIII                   | Argelaguer                          | 42° 12′ 23″ N, 2° 39′ 02″ E / 42.206475°N,2.650447°E | IPA-9872      | Santuari de la Mare de Déu del Guilar (Argelaguer) · Vegeu més fotos d'aquest monument · Carregueu una nova foto d'aquest monument |
| Masia de Can Serra del Guilar                                                 |             | Gòtic, obra popular XIV              | Argelaguer Camí del Guilar          | 42° 12′ 22″ N, 2° 38′ 54″ E / 42.206235°N,2.648377°E | IPA-9874      | Carregueu una nova foto d'aquest monument                                                                                          |
| Antic edifici de les Escoles d'Argelaguer                                     |             | Noucentisme E. Matas Ramis XX (1929) | Argelaguer C. Major, 104            | 42° 12′ 58″ N, 2° 38′ 17″ E / 42.216056°N,2.638109°E | IPA-9876      | Antic edifici de les Escoles d'Argelaguer · Vegeu més fotos d'aquest monument · Carregueu una nova foto d'aquest monument          |
| Masia Moretó                                                                  |             | Obra popular XVIII-XIX               | Argelaguer Ctra. de Girona a Ripoll | 42° 12′ 55″ N, 2° 38′ 07″ E / 42.215385°N,2.635278°E | IPA-9877      | Masia Moretó (Argelaguer) · Vegeu més fotos d'aquest monument · Carregueu una nova foto d'aquest monument                          |
| Mas Espoella                                                                  |             | Obra popular XVIII-XIX               | Argelaguer Camí vell a Tortellà     | 42° 13′ 10″ N, 2° 38′ 45″ E / 42.219394°N,2.645730°E | IPA-9878      | Mas Espoella (Argelaguer) · Vegeu més fotos d'aquest monument · Carregueu una nova foto d'aquest monument                          |
| Mas Cordonets                                                                 |             | Obra popular XIX                     | Argelaguer Aïllat                   | 42° 12′ 56″ N, 2° 37′ 26″ E / 42.215429°N,2.623925°E | IPA-9879      | Carregueu una nova foto d'aquest monument                                                                                          |
| Fonts de la riera de Can Sis Rals                                             | BCIL 2014   |                                      | Argelaguer                          |                                                      | IPA-42534     | Carregueu una nova foto d'aquest monument                                                                                          |
| Pou de glaç de Santa Maria                                                    |             | Obra popular                         | Argelaguer Ctra. del Molí           |                                                      | IPA-43167     | Carregueu una nova foto d'aquest monument                                                                                          |

## Besalú
Vegeu la llista de monuments de Besalú

## Beuda
| Monument                                                        | Protecció   | Estil/època                           | Localització                 | Coordenades                                          | Codi?         | Imatge |
| --------------------------------------------------------------- | ----------- | ------------------------------------- | ---------------------------- | ---------------------------------------------------- | ------------- | --- |
| Sant Sepulcre de Palera                                         | BCIN 82-MH  | Romànic XII                           | Beuda Palera                 | 42° 13′ 26″ N, 2° 41′ 55″ E / 42.223889°N,2.698611°E | RI-51-0001623 | Sant Sepulcre de Palera (Beuda) · Vegeu més fotos d'aquest monument · Carregueu una nova foto d'aquest monument               |
| Castell de Beuda o Castellot de les Bruixes                     | BCIN 542-MH | Romànic XI, XIII                      | Beuda                        | 42° 14′ 17″ N, 2° 42′ 16″ E / 42.237917°N,2.704444°E | RI-51-0005806 | Castell de Beuda · Vegeu més fotos d'aquest monument · Carregueu una nova foto d'aquest monument                              |
| Castell Nou de Beuda del Pla                                    | BCIN 543-MH | Gòtic XV                              | Beuda                        | 42° 14′ 20″ N, 2° 42′ 20″ E / 42.239010°N,2.705496°E | RI-51-0005807 | Castell Nou de Beuda del Pla (Beuda) · Vegeu més fotos d'aquest monument · Carregueu una nova foto d'aquest monument          |
| Puig del Far, Castell de Falgars                                | BCIN 544-MH | Romà                                  | Beuda Segueró                | 42° 15′ 21″ N, 2° 43′ 50″ E / 42.255722°N,2.7305°E   | RI-51-0005808 | Puig del Far (Beuda) · Vegeu més fotos d'aquest monument · Carregueu una nova foto d'aquest monument                          |
| Mas l'Alzina                                                    | BCIL 2013   | Obra popular XVIII, Medieval          | Beuda Segueró                | 42° 13′ 50″ N, 2° 45′ 41″ E / 42.23066°N,2.76146°E   | IPA-9900      | Carregueu una nova foto d'aquest monument                                                                                     |
| Casal de la Masó                                                | BCIL 2013   | Obra popular XVIII-XIX                | Beuda Palera                 | 42° 13′ 18″ N, 2° 41′ 52″ E / 42.22174°N,2.69784°E   | IPA-9901      | Carregueu una nova foto d'aquest monument                                                                                     |
| Falgars                                                         | BCIL 2013   | Obra popular XVIII-XIX                | Beuda Muntanya del Mont      | 42° 15′ 23″ N, 2° 44′ 17″ E / 42.25628°N,2.73793°E   | IPA-9902      | Falgars (Beuda) · Vegeu més fotos d'aquest monument · Carregueu una nova foto d'aquest monument                               |
| Església de Sant Miquel de Coma Roure                           |             | Obra popular                          | Beuda Lligordà               | 42° 15′ 08″ N, 2° 40′ 45″ E / 42.25222°N,2.67923°E   | IPA-9903      | Església de Sant Miquel de Coma Roure (Beuda) · Vegeu més fotos d'aquest monument · Carregueu una nova foto d'aquest monument |
| Capella de l'Anunciació, Casa Falgars                           |             | Obra popular XVIII-XIX                | Beuda Segueró                | 42° 15′ 26″ N, 2° 44′ 16″ E / 42.25717°N,2.73769°E   | IPA-9904      | Capella de l'Anunciació (Beuda) · Vegeu més fotos d'aquest monument · Carregueu una nova foto d'aquest monument               |
| Església romànica de Sant Feliu de Beuda                        | BCIL 2013   | Romànic XII                           | Beuda Pl. de l'Església      | 42° 14′ 13″ N, 2° 42′ 35″ E / 42.23697°N,2.70976°E   | IPA-9905      | Església romànica de Sant Feliu de Beuda · Vegeu més fotos d'aquest monument · Carregueu una nova foto d'aquest monument      |
| Restes d'un trull d'oli a Can Campnou, o restes d'un molí d'oli |             | Obra popular XIX                      | Beuda                        | 42° 14′ 35″ N, 2° 44′ 58″ E / 42.24309°N,2.74945°E   | IPA-9911      | Carregueu una nova foto d'aquest monument                                                                                     |
| Casa pairal del Noguer de Segueró                               | BCIL 2013   | Obra popular XVIII-XIX                | Beuda Segueró                | 42° 14′ 32″ N, 2° 44′ 51″ E / 42.24214°N,2.74757°E   | IPA-9914      | Casa pairal del Noguer de Segueró (Beuda) · Vegeu més fotos d'aquest monument · Carregueu una nova foto d'aquest monument     |
| Casa de Santa Llúcia                                            | BCIL 2013   | Romànic, obra popular XII, XVII-XVIII | Beuda Camí de Maià a Segueró | 42° 13′ 36″ N, 2° 45′ 00″ E / 42.22659°N,2.74987°E   | IPA-9921      | Casa de Santa Llúcia (Beuda) · Vegeu més fotos d'aquest monument · Carregueu una nova foto d'aquest monument                  |
| Església de Santa Maria de Palera                               | BCIL 2013   | Romànic XI                            | Beuda Palera                 | 42° 13′ 18″ N, 2° 41′ 52″ E / 42.22157°N,2.69788°E   | IPA-9922      | Església de Santa Maria de Palera (Beuda) · Vegeu més fotos d'aquest monument · Carregueu una nova foto d'aquest monument     |
| Església de Santa Maria de Segueró                              | BCIL 2013   | Romànic XII, XV, XVIII                | Beuda Segueró                | 42° 14′ 30″ N, 2° 44′ 54″ E / 42.24173°N,2.7484°E    | IPA-9923      | Església de Santa Maria de Segueró (Beuda) · Vegeu més fotos d'aquest monument · Carregueu una nova foto d'aquest monument    |
| Església de Sant Pere de Lligordà                               | BCIL 2000   | Romànic XII, XVIII                    | Beuda Lligordà               | 42° 13′ 09″ N, 2° 42′ 27″ E / 42.21921°N,2.70753°E   | IPA-9934      | Església de Sant Pere de Lligordà (Beuda) · Vegeu més fotos d'aquest monument · Carregueu una nova foto d'aquest monument     |
| Mas Tries Brunet                                                | BCIL 2013   | Obra popular XVIII-XIX                | Beuda                        | 42° 14′ 38″ N, 2° 41′ 40″ E / 42.24394°N,2.69437°E   | IPA-9936      | Carregueu una nova foto d'aquest monument                                                                                     |
| Can Maolà de Lligordà                                           | BCIL 2013   | Obra popular XVII-XVIII               | Beuda Lligordà               | 42° 13′ 23″ N, 2° 42′ 38″ E / 42.22298°N,2.71045°E   | IPA-9938      | Carregueu una nova foto d'aquest monument                                                                                     |
| Castell de Segueró o Can Gran                                   | BCIL 2013   | Obra popular XI, XV-XVI               | Beuda Segueró                | 42° 14′ 25″ N, 2° 44′ 57″ E / 42.24028°N,2.74914°E   | IPA-9939      | Castell de Segueró (Beuda) · Vegeu més fotos d'aquest monument · Carregueu una nova foto d'aquest monument                    |
| Forn de calç del Mas Perer                                      |             | Obra popular                          | Beuda Bosc de Mas Perer      |                                                      | IPA-43171     | Carregueu una nova foto d'aquest monument                                                                                     |
| Molí de Can Grau, Molí de Rajolins                              |             | Obra popular                          | Beuda Rajolins               | 42° 14′ 42″ N, 2° 41′ 27″ E / 42.24509°N,2.69078°E   | IPA-43189     | Carregueu una nova foto d'aquest monument                                                                                     |

## Castellfollit de la Roca
| Monument                                                                | Protecció   | Estil/època                     | Localització                                             | Coordenades                                          | Codi?         | Imatge |
| ----------------------------------------------------------------------- | ----------- | ------------------------------- | -------------------------------------------------------- | ---------------------------------------------------- | ------------- | --- |
| Castell i restes de muralles de Castellfollit                           | BCIN 650-MH | XII                             | Castellfollit de la Roca i Sant Joan les Fonts           | 42° 13′ 12″ N, 2° 33′ 18″ E / 42.2201°N,2.554914°E   | RI-51-0005855 | Castell i restes de muralles de Castellfollit (Castellfollit de la Roca i Sant Joan les Fonts) · Vegeu més fotos d'aquest monument · Carregueu una nova foto d'aquest monument |
| Església de Sant Salvador de Castellfollit de la Roca, o Església Vella |             | Obra popular XII, XVIII-XIX, XX | Castellfollit de la Roca Pl. de l'Església               | 42° 13′ 06″ N, 2° 33′ 16″ E / 42.218446°N,2.554481°E | IPA-9941      | Església de Sant Salvador de Castellfollit de la Roca · Vegeu més fotos d'aquest monument · Carregueu una nova foto d'aquest monument                                          |
| Vil·la Margarita                                                        |             | Modernisme XIX-XX               | Castellfollit de la Roca Ctra. de Girona,13              | 42° 13′ 12″ N, 2° 33′ 00″ E / 42.219937°N,2.550061°E | IPA-9943      | Vil·la Margarita (Castellfollit de la Roca) · Vegeu més fotos d'aquest monument · Carregueu una nova foto d'aquest monument                                                    |
| Torre del Rellotge, o Torre de Sant Roc                                 |             | Eclecticisme XIX                | Castellfollit de la Roca Ctra. d'Olot                    | 42° 13′ 09″ N, 2° 33′ 00″ E / 42.219158°N,2.549969°E | IPA-9944      | Torre del Rellotge (Castellfollit de la Roca) · Vegeu més fotos d'aquest monument · Carregueu una nova foto d'aquest monument                                                  |
| Ca la Paula                                                             |             | Obra popular XX                 | Castellfollit de la Roca Ctra. d'Olot                    | 42° 13′ 09″ N, 2° 32′ 59″ E / 42.219206°N,2.549702°E | IPA-9945      | Ca la Paula (Castellfollit de la Roca) · Vegeu més fotos d'aquest monument · Carregueu una nova foto d'aquest monument                                                         |
| Restes d'un pont sobre el torrent Turonell                              |             | Obra popular Medieval           | Castellfollit de la Roca Sota cinglera                   | 42° 13′ 04″ N, 2° 33′ 18″ E / 42.217908°N,2.555067°E | IPA-9948      | Restes d'un pont sobre el torrent Turonell (Castellfollit de la Roca) · Vegeu més fotos d'aquest monument · Carregueu una nova foto d'aquest monument                          |
| Pont sobre el Fluvià                                                    |             | Obra popular XIX-XX             | Castellfollit de la Roca                                 | 42° 13′ 18″ N, 2° 32′ 59″ E / 42.22163°N,2.54972°E   | IPA-39016     | Pont sobre el Fluvià (Castellfollit de la Roca) · Vegeu més fotos d'aquest monument · Carregueu una nova foto d'aquest monument                                                |
| Can Gussinye                                                            |             | Obra popular XIX                | Castellfollit de la Roca Al costat de la carretera C-150 | 42° 13′ 16″ N, 2° 32′ 50″ E / 42.22117°N,2.54711°E   | IPA-39017     | Carregueu una nova foto d'aquest monument |

## Maià de Montcal
| Monument                                                                   | Protecció    | Estil/època                    | Localització                                                 | Coordenades                                          | Codi?         | Imatge |
| -------------------------------------------------------------------------- | ------------ | ------------------------------ | ------------------------------------------------------------ | ---------------------------------------------------- | ------------- | --- |
| Castell de Dosquers                                                        | BCIN 1011-MH | Romànic XII-XIII               | Maià de Montcal                                              | 42° 11′ 47″ N, 2° 45′ 01″ E / 42.196389°N,2.750278°E | RI-51-0005955 | Carregueu una nova foto d'aquest monument                                                                                              |
| Escut de Can Traver                                                        | BCIN 3941-MH | Neoclassicisme XIX             | Maià de Montcal Veïnat de Can Traver                         | 42° 12′ 38″ N, 2° 43′ 38″ E / 42.2105°N,2.727167°E   | IPA-9958      | Carregueu una nova foto d'aquest monument                                                                                              |
| Masia de Can Coma                                                          |              | Obra popular XVIII             | Maià de Montcal                                              | 42° 13′ 29″ N, 2° 45′ 47″ E / 42.22474°N,2.76312°E   | IPA-9949      | Carregueu una nova foto d'aquest monument                                                                                              |
| Can Marifont                                                               |              | Obra popular XVI, XVIII        | Maià de Montcal Ctra. Besalú-Figueres                        | 42° 12′ 21″ N, 2° 44′ 57″ E / 42.20583°N,2.74928°E   | IPA-9950      | Carregueu una nova foto d'aquest monument                                                                                              |
| Masia de Can Coromines Vell                                                |              | Obra popular XIV-XV, XVII, XX  | Maià de Montcal Propera a Sant Prim i Sant Felicià           | 42° 12′ 33″ N, 2° 44′ 14″ E / 42.2092°N,2.73714°E    | IPA-9951      | Carregueu una nova foto d'aquest monument                                                                                              |
| Masia de Can Pou                                                           |              | Obra popular XVIII             | Maià de Montcal                                              | 42° 13′ 27″ N, 2° 45′ 46″ E / 42.2242°N,2.76275°E    | IPA-9953      | Carregueu una nova foto d'aquest monument                                                                                              |
| Casa número 1 del veïnat de Can Traver                                     |              | Obra popular XIII, XV, XVIII   | Maià de Montcal Veïnat de Can Traver                         | 42° 12′ 37″ N, 2° 43′ 37″ E / 42.210229°N,2.727055°E | IPA-9954      | Carregueu una nova foto d'aquest monument                                                                                              |
| Casa número 2 del veïnat de Can Traver                                     |              | Obra popular XIV-XV, XVIII-XIX | Maià de Montcal Veïnat de Can Traver                         | 42° 12′ 37″ N, 2° 43′ 37″ E / 42.210346°N,2.726861°E | IPA-9955      | Carregueu una nova foto d'aquest monument                                                                                              |
| Masia de Can Tassi                                                         |              | Obra popular XVIII-XIX         | Maià de Montcal Ctra. Figueres-Besalú                        | 42° 12′ 28″ N, 2° 44′ 18″ E / 42.207666°N,2.738399°E | IPA-9956      | Carregueu una nova foto d'aquest monument                                                                                              |
| Mas Traver                                                                 | BCIL 1984    | Obra popular XVIII-XIX         | Maià de Montcal Veïnat de Can Traver                         | 42° 12′ 37″ N, 2° 43′ 39″ E / 42.21033°N,2.72739°E   | IPA-9957      | Mas Traver (Maià de Montcal) · Vegeu més fotos d'aquest monument · Carregueu una nova foto d'aquest monument                           |
| Casa de masovers                                                           |              | Obra popular XVII, XIX         | Maià de Montcal Mas Traver                                   | 42° 12′ 39″ N, 2° 43′ 39″ E / 42.210707°N,2.727459°E | IPA-9961      | Carregueu una nova foto d'aquest monument                                                                                              |
| Església parroquial de Sant Vicenç de Maià de Montcal                      | BCIL 1984    | Romànic XII                    | Maià de Montcal Pl. de l'Església                            | 42° 13′ 20″ N, 2° 44′ 32″ E / 42.22232°N,2.74232°E   | IPA-9971      | Església parroquial de Sant Vicenç de Maià de Montcal · Vegeu més fotos d'aquest monument · Carregueu una nova foto d'aquest monument  |
| Sant Martí de Dosquers                                                     | BCIL 1984    | Romànic XII                    | Maià de Montcal Dosquers                                     | 42° 11′ 42″ N, 2° 45′ 13″ E / 42.19512°N,2.7535°E    | IPA-9975      | Sant Martí de Dosquers (Maià de Montcal) · Vegeu més fotos d'aquest monument · Carregueu una nova foto d'aquest monument               |
| Església de Santa Maria de Jonqueres o Església de Santa Magdalena de Maià | BCIL 1984    | Romànic XII, XV                | Maià de Montcal Jonqueres                                    | 42° 13′ 10″ N, 2° 46′ 08″ E / 42.21942°N,2.76888°E   | IPA-9978      | Església de Santa Maria de Jonqueres (Maià de Montcal) · Vegeu més fotos d'aquest monument · Carregueu una nova foto d'aquest monument |
| Masia de Can Jonqueres                                                     |              | Obra popular XVIII-XIX         | Maià de Montcal Jonqueres                                    | 42° 13′ 03″ N, 2° 45′ 50″ E / 42.21762°N,2.76375°E   | IPA-9983      | Carregueu una nova foto d'aquest monument                                                                                              |
| Habitatge del poble de Dosquers, antics estudis                            |              | Obra popular XVII              | Maià de Montcal Dosquers                                     | 42° 11′ 44″ N, 2° 45′ 11″ E / 42.195423°N,2.752971°E | IPA-9989      | Carregueu una nova foto d'aquest monument                                                                                              |
| Casa de Dosquers                                                           |              | Obra popular XVIII             | Maià de Montcal Dosquers                                     | 42° 11′ 43″ N, 2° 45′ 12″ E / 42.195342°N,2.753299°E | IPA-9990      | Carregueu una nova foto d'aquest monument                                                                                              |
| Antiga rectoria del poble de Dosquers                                      |              | Obra popular XVIII             | Maià de Montcal Dosquers, davant de l'església de Sant Martí | 42° 11′ 44″ N, 2° 45′ 11″ E / 42.195436°N,2.753147°E | IPA-9991      | Carregueu una nova foto d'aquest monument                                                                                              |
| Can Riera                                                                  |              | Obra popular XVIII-XIX         | Maià de Montcal Dosquers, ctra. Figueres-Besalú              | 42° 12′ 25″ N, 2° 45′ 19″ E / 42.20698°N,2.75532°E   | IPA-9992      | Carregueu una nova foto d'aquest monument                                                                                              |
| Capella de Sant Prim i Sant Felicià                                        | BCIL 2012    | Obra popular XX                | Maià de Montcal Propera a la masia Can Coromina              | 42° 12′ 36″ N, 2° 44′ 02″ E / 42.20996°N,2.73379°E   | IPA-9993      | Capella de Sant Prim i Sant Felicià (Maià de Montcal) · Vegeu més fotos d'aquest monument · Carregueu una nova foto d'aquest monument  |
| Masia de Ca l'Hospital                                                     |              | Obra popular XVIII-XIX         | Maià de Montcal A la sortida del poble                       | 42° 13′ 18″ N, 2° 44′ 18″ E / 42.22164°N,2.73826°E   | IPA-9994      | Carregueu una nova foto d'aquest monument                                                                                              |
| Llindes de cases de Maià de Montcal                                        |              | Obra popular XVII-XVIII        | Maià de Montcal C. Sant Vicenç                               | 42° 13′ 23″ N, 2° 44′ 48″ E / 42.22315°N,2.74657°E   | IPA-35943     | Carregueu una nova foto d'aquest monument                                                                                              |
| Creu de Maià de Montcal                                                    |              | Obra popular XX                | Maià de Montcal Bosc d'en Quer                               | 42° 14′ 04″ N, 2° 43′ 44″ E / 42.23446°N,2.72894°E   | IPA-35944     | Carregueu una nova foto d'aquest monument                                                                                              |
| Creu de Dosquers                                                           |              | Obra popular XX                | Maià de Montcal Ctra. de Dosquers                            | 42° 11′ 43″ N, 2° 45′ 10″ E / 42.19527°N,2.75274°E   | IPA-35945     | Carregueu una nova foto d'aquest monument                                                                                              |
| El Pont de Mas Riera a Dosquers                                            | BCIL 2008    | Romànic Medieval               | Maià de Montcal Sobre el torrent de Gamanell                 | 42° 12′ 22″ N, 2° 45′ 16″ E / 42.206180°N,2.754565°E | IPA-37255     | El Pont de Mas Riera a Dosquers (Maià de Montcal) · Vegeu més fotos d'aquest monument · Carregueu una nova foto d'aquest monument      |
| Can Roqueta Dosquers                                                       | BCIL 2012    | Obra popular                   | Maià de Montcal Usall                                        | 42° 11′ 53″ N, 2° 44′ 59″ E / 42.198192°N,2.749637°E | IPA-45908     | Carregueu una nova foto d'aquest monument                                                                                              |

## Mieres
| Monument                                                  | Protecció | Estil/època                               | Localització                                                          | Coordenades                                          | Codi?     | Imatge |
| --------------------------------------------------------- | --------- | ----------------------------------------- | --------------------------------------------------------------------- | ---------------------------------------------------- | --------- | --- |
| Església parroquial de Sant Pere de Mieres                | BCIL 2006 | Obra popular XIX                          | Mieres Dalt del Turó                                                  | 42° 11′ 43″ N, 2° 45′ 12″ E / 42.195342°N,2.753299°E | IPA-9996  | Església parroquial de Sant Pere de Mieres (Mieres) · Vegeu més fotos d'aquest monument · Carregueu una nova foto d'aquest monument                |
| Església de Santa Maria del Freixe                        | BCIL 2006 | Romànic XII                               | Mieres Coll de Bastarra                                               | 42° 05′ 58″ N, 2° 37′ 37″ E / 42.099349°N,2.627069°E | IPA-10001 | Carregueu una nova foto d'aquest monument |
| Església de Sant Andreu de Ruïtlles                       | BCIL 2006 | Romànic XII, XVIII                        | Mieres Ruïtlles                                                       | 42° 06′ 28″ N, 2° 38′ 22″ E / 42.107742°N,2.639327°E | IPA-10002 | Església de Sant Andreu de Ruïtlles (Mieres) · Vegeu més fotos d'aquest monument · Carregueu una nova foto d'aquest monument                       |
| Capella de Santa Maria de Romeria                         | BCIL 2006 | Romànic, obra popular Medieval, XV, XVIII | Mieres Barri de Romeria                                               | 42° 07′ 20″ N, 2° 38′ 19″ E / 42.122307°N,2.638585°E | IPA-10005 | Capella de Santa Maria de Romeria (Mieres) · Vegeu més fotos d'aquest monument · Carregueu una nova foto d'aquest monument                         |
| Casa al barri de la Romeria, 6                            | BCIL 2006 | Obra popular XVI                          | Mieres Barri de la Romeria, 6                                         | 42° 07′ 21″ N, 2° 38′ 18″ E / 42.122365°N,2.638288°E | IPA-10006 | Casa al barri de la Romeria, 6 (Mieres) · Vegeu més fotos d'aquest monument · Carregueu una nova foto d'aquest monument                            |
| Llindes de la casa al barri de la Romeria, 3              | BCIL 2006 | Obra popular XVI                          | Mieres Barri de la Romeria                                            | 42° 07′ 21″ N, 2° 38′ 19″ E / 42.122442°N,2.638530°E | IPA-10007 | Llindes de la casa al barri de la Romeria, 3 (Mieres) · Vegeu més fotos d'aquest monument · Carregueu una nova foto d'aquest monument              |
| Llindes conservades de la casa al barri de la Romeria, 26 | BCIL 2006 | Obra popular XVIII                        | Mieres Barri de la Romeria, 26                                        | 42° 07′ 20″ N, 2° 38′ 19″ E / 42.122213°N,2.638603°E | IPA-10008 | Llindes conservades de la casa al barri de la Romeria, 26 (Mieres) · Vegeu més fotos d'aquest monument · Carregueu una nova foto d'aquest monument |
| Llindes de la casa al barri de la Romeria, 1              | BCIL 2006 | Obra popular                              | Mieres Barri de la Romeria, 1                                         | 42° 07′ 21″ N, 2° 38′ 19″ E / 42.122466°N,2.638717°E | IPA-10009 | Llindes de la casa al barri de la Romeria, 1 (Mieres) · Vegeu més fotos d'aquest monument · Carregueu una nova foto d'aquest monument              |
| Casa al barri de la Cellera, 4                            | BCIL 2006 | Obra popular XVIII                        | Mieres Barri de la Cellera, 4                                         | 42° 07′ 22″ N, 2° 38′ 18″ E / 42.122716°N,2.638292°E | IPA-10010 | Casa al barri de la Cellera, 4 (Mieres) · Vegeu més fotos d'aquest monument · Carregueu una nova foto d'aquest monument                            |
| Casa al barri de la Cellera, 8                            | BCIL 2006 | Obra popular XVIII                        | Mieres Barri de la Cellera, 8                                         | 42° 07′ 23″ N, 2° 38′ 19″ E / 42.123082°N,2.638484°E | IPA-10011 | Casa al barri de la Cellera, 8 (Mieres) · Vegeu més fotos d'aquest monument · Carregueu una nova foto d'aquest monument                            |
| Llinda conservada de la casa al carrer de Can Carbó, 8    | BCIL 2006 | Obra popular XVIII                        | Mieres C. de Can Carbó, 8                                             | 42° 07′ 30″ N, 2° 38′ 23″ E / 42.125004°N,2.639835°E | IPA-10012 | Carregueu una nova foto d'aquest monument |
| Casa al carrer de Sant Pere, 9                            | BCIL 2006 | Obra popular XVIII                        | Mieres C. Sant Pere                                                   | 42° 07′ 37″ N, 2° 38′ 19″ E / 42.126856°N,2.638541°E | IPA-10013 | Casa al carrer de Sant Pere, 9 (Mieres) · Vegeu més fotos d'aquest monument · Carregueu una nova foto d'aquest monument                            |
| Llindes conservades de la casa al carrer Sant Pere, 11    | BCIL 2006 | Obra popular XVI-XVII                     | Mieres C. Sant Pere, 11                                               | 42° 07′ 37″ N, 2° 38′ 18″ E / 42.126833°N,2.638359°E | IPA-10014 | Carregueu una nova foto d'aquest monument |
| Masia de Can Casadellà, o Cadellà                         | BCIL 2006 | Obra popular XVIII                        | Mieres Veïnat de Ruïtlles                                             | 42° 06′ 03″ N, 2° 38′ 36″ E / 42.100707°N,2.643381°E | IPA-10015 | Carregueu una nova foto d'aquest monument |
| Masia de Can Salavia                                      | BCIL 2006 | Obra popular XVII                         | Mieres Veïnat de Ruïtlles                                             | 42° 06′ 03″ N, 2° 38′ 36″ E / 42.100707°N,2.643381°E | IPA-10016 | Carregueu una nova foto d'aquest monument |
| Masia de Can Reixac                                       | BCIL 2006 | Obra popular XVIII-XIX                    | Mieres Veïnat de Ruïtlles                                             | 42° 06′ 34″ N, 2° 38′ 39″ E / 42.109342°N,2.644162°E | IPA-10018 | Carregueu una nova foto d'aquest monument |
| Masia de Can Pinsac                                       | BCIL 2018 | Obra popular XVI, XVII, XVIII             | Mieres Direcció a la serra de Finestres                               | 42° 07′ 14″ N, 2° 37′ 31″ E / 42.120459°N,2.625361°E | IPA-10019 | Carregueu una nova foto d'aquest monument |
| Masia de Can Carrera                                      | BCIL 2006 | Obra popular                              | Mieres Propera al poble del Torn                                      | 42° 08′ 55″ N, 2° 38′ 29″ E / 42.148599°N,2.641252°E | IPA-10022 | Carregueu una nova foto d'aquest monument |
| Molí de Can Salavia, Molí d'Aigua                         |           | Obra popular                              | Mieres Can Salavia, veïnat de Can Ruïtlles                            |                                                      | IPA-43200 | Carregueu una nova foto d'aquest monument |
| Xemeneia de l'antiga Fàbrica de la Llet                   | BCIL 2006 |                                           | Mieres C. de Can Queló, 34                                            | 42° 07′ 28″ N, 2° 38′ 24″ E / 42.124544°N,2.640112°E | IPA-45911 | Carregueu una nova foto d'aquest monument |
| Antic Cinema                                              | BCIL 2006 |                                           | Mieres C. de Can Queló, 53                                            | 42° 07′ 30″ N, 2° 38′ 23″ E / 42.124883°N,2.639812°E | IPA-45912 | Carregueu una nova foto d'aquest monument |
| Dama de la Garrotxa                                       | BCIL 2006 | Obra popular XX                           | Mieres Poblat de la Palomera, camí forestal a Sant Aniol de Finestres | 42° 06′ 33″ N, 2° 36′ 23″ E / 42.109304°N,2.606380°E | IPA-45913 | Dama de la Garrotxa (Mieres) · Modifica el valor a Wikidata · Carregueu una nova foto d'aquest monument                                            |
| Can Bruguer, Mas Om                                       | BCIL 2006 | Obra popular XIV                          | Mieres Ctra. a Sant Martí de Campmajor                                | 42° 07′ 51″ N, 2° 38′ 44″ E / 42.130870°N,2.645663°E | IPA-45916 | Carregueu una nova foto d'aquest monument |
| Conjunt edificat de Sant Pere                             | BCIL 2006 |                                           | Mieres Barri de Sant Pere                                             | 42° 07′ 37″ N, 2° 38′ 19″ E / 42.126914°N,2.638548°E | IPA-45917 | Carregueu una nova foto d'aquest monument |
| Conjunt de la plaça Major de la Cellera                   | BCIL 2006 |                                           | Mieres Pl. Major, la Cellera                                          | 42° 07′ 23″ N, 2° 38′ 17″ E / 42.122987°N,2.638085°E | IPA-45918 | Carregueu una nova foto d'aquest monument |
| Conjunt edificat de la Romeria                            | BCIL 2006 |                                           | Mieres Barri de la Romeria                                            | 42° 07′ 20″ N, 2° 38′ 18″ E / 42.122311°N,2.638394°E | IPA-45919 | Conjunt edificat de la Romeria (Mieres) · Vegeu més fotos d'aquest monument · Carregueu una nova foto d'aquest monument                            |

## Montagut i Oix
Vegeu la llista de monuments de Montagut i Oix

## Olot
Vegeu la llista de monuments d'Olot

## Les Planes d'Hostoles
| Monument                                 | Protecció    | Estil/època           | Localització                                                        | Coordenades                                          | Codi?         | Imatge |
| ---------------------------------------- | ------------ | --------------------- | ------------------------------------------------------------------- | ---------------------------------------------------- | ------------- | --- |
| Castell d'Hostoles                       | BCIN 1246-MH | Romànic XII-XIII, XV  | Les Planes d'Hostoles i Sant Feliu de Pallerols Puig de les Forques | 42° 04′ 13″ N, 2° 31′ 51″ E / 42.070139°N,2.530833°E | RI-51-0006028 | Castell d'Hostoles (les Planes d'Hostoles i Sant Feliu de Pallerols) · Vegeu més fotos d'aquest monument · Carregueu una nova foto d'aquest monument |
| Castell de Puig-alder                    | BCIN 1247-MH | Obra popular Medieval | Les Planes d'Hostoles Cogolls                                       | 42° 05′ 52″ N, 2° 32′ 01″ E / 42.097778°N,2.533611°E | RI-51-0006029 | Castell de Puig-alder (les Planes d'Hostoles) · Vegeu més fotos d'aquest monument · Carregueu una nova foto d'aquest monument                        |
| Colònia Dussol                           |              | Obra popular XX Inici | Les Planes d'Hostoles A 800 m del municipi actual                   | 42° 02′ 56″ N, 2° 32′ 57″ E / 42.04878°N,2.54924°E   | IPA-10084     | Colònia Dussol (les Planes d'Hostoles) · Vegeu més fotos d'aquest monument · Carregueu una nova foto d'aquest monument                               |
| Colònia Majem                            |              | Obra popular XX Inici | Les Planes d'Hostoles A 1000 m del municipi actual                  | 42° 02′ 41″ N, 2° 33′ 17″ E / 42.04486°N,2.55463°E   | IPA-10085     | Colònia Majem (les Planes d'Hostoles) · Vegeu més fotos d'aquest monument · Carregueu una nova foto d'aquest monument                                |
| Escola Pública de les Planes             |              | Modernisme XX Inici   | Les Planes d'Hostoles Av. Narcís Arnau, 58                          | 42° 03′ 30″ N, 2° 32′ 19″ E / 42.05838°N,2.53848°E   | IPA-10086     | Escola Pública de les Planes (les Planes d'Hostoles) · Vegeu més fotos d'aquest monument · Carregueu una nova foto d'aquest monument                 |
| Can Codina                               |              | Obra popular XVII     | Les Planes d'Hostoles Costat del volcà Traiter                      | 42° 06′ 33″ N, 2° 32′ 10″ E / 42.10919°N,2.53615°E   | IPA-10087     | Carregueu una nova foto d'aquest monument |
| Església de Sant Cristòfol de Cogolls    |              | Romànic, barroc XVIII | Les Planes d'Hostoles Cogolls                                       | 42° 05′ 07″ N, 2° 32′ 31″ E / 42.08531°N,2.54191°E   | IPA-10088     | Església de Sant Cristòfol de Cogolls (les Planes d'Hostoles) · Vegeu més fotos d'aquest monument · Carregueu una nova foto d'aquest monument        |
| Església de Sant Salvador de Puig-alder  |              | Romànic Medieval      | Les Planes d'Hostoles                                               | 42° 05′ 52″ N, 2° 32′ 01″ E / 42.09771°N,2.53363°E   | IPA-10089     | Església de Sant Salvador de Puig-alder (les Planes d'Hostoles) · Vegeu més fotos d'aquest monument · Carregueu una nova foto d'aquest monument      |
| Masia de l'Estanyol de Dalt              |              | XVI-XVII              | Les Planes d'Hostoles                                               | 42° 06′ 13″ N, 2° 32′ 04″ E / 42.10364°N,2.53441°E   | IPA-10095     | Carregueu una nova foto d'aquest monument |
| Masia del Siubès                         |              | Obra popular          | Les Planes d'Hostoles Aïllat                                        | 42° 03′ 39″ N, 2° 36′ 02″ E / 42.06096°N,2.60058°E   | IPA-10518     | Masia del Siubès (les Planes d'Hostoles) · Vegeu més fotos d'aquest monument · Carregueu una nova foto d'aquest monument                             |
| Mas el Jonquer                           | BCIL 2009    | Obra popular Medieval | Les Planes d'Hostoles                                               | 42° 03′ 16″ N, 2° 32′ 45″ E / 42.054339°N,2.545734°E | IPA-38904     | Mas el Jonquer (les Planes d'Hostoles) · Vegeu més fotos d'aquest monument · Carregueu una nova foto d'aquest monument                               |
| Església de Sant Cristòfol de les Planes |              | Obra popular XV       | Les Planes d'Hostoles                                               | 42° 03′ 19″ N, 2° 32′ 13″ E / 42.055400°N,2.536832°E | IPA-39935     | Església de Sant Cristòfol de les Planes (les Planes d'Hostoles) · Vegeu més fotos d'aquest monument · Carregueu una nova foto d'aquest monument     |
| Ermita de Sant Pelegrí                   |              | Obra popular XIX      | Les Planes d'Hostoles Cogolls                                       | 42° 04′ 31″ N, 2° 32′ 31″ E / 42.075398°N,2.542030°E | IPA-39936     | Ermita de Sant Pelegrí (les Planes d'Hostoles) · Vegeu més fotos d'aquest monument · Carregueu una nova foto d'aquest monument                       |
| Rajoleria del Saltant del Fontanil       |              | Obra popular          | Les Planes d'Hostoles Saltant del Fontanil                          |                                                      | IPA-46398     | Carregueu una nova foto d'aquest monument |

## Les Preses
| Monument                          | Protecció    | Estil/època                 | Localització                       | Coordenades                                          | Codi?         | Imatge |
| --------------------------------- | ------------ | --------------------------- | ---------------------------------- | ---------------------------------------------------- | ------------- | --- |
| La Torre                          | BCIN 1322-MH | Obra popular XII-XVI        | Les Preses Veïnat de la Boada      | 42° 08′ 24″ N, 2° 27′ 55″ E / 42.140117°N,2.465373°E | RI-51-0006042 | Carregueu una nova foto d'aquest monument                                                                                      |
| El Ferragut                       |              | Obra popular XVIII          | Les Preses A 200 m del centre urbà | 42° 08′ 37″ N, 2° 27′ 58″ E / 42.143515°N,2.466151°E | IPA-10097     | Carregueu una nova foto d'aquest monument                                                                                      |
| El Cros o el Cros de Ça           |              | Obra popular XVIII-XIX      | Les Preses                         | 42° 08′ 11″ N, 2° 27′ 28″ E / 42.136252°N,2.457729°E | IPA-10099     | Carregueu una nova foto d'aquest monument                                                                                      |
| Masia Codella                     |              | Obra popular XVIII-XIX      | Les Preses                         | 42° 09′ 38″ N, 2° 27′ 33″ E / 42.160526°N,2.459048°E | IPA-10101     | Masia Codella (les Preses) · Vegeu més fotos d'aquest monument · Carregueu una nova foto d'aquest monument                     |
| El Colomer                        |              | Obra popular XVII, XVIII    | Les Preses Veïnat del Corb         | 42° 08′ 37″ N, 2° 29′ 14″ E / 42.143696°N,2.487183°E | IPA-10102     | Carregueu una nova foto d'aquest monument                                                                                      |
| La Fageda                         |              | Obra popular                | Les Preses                         | 42° 08′ 52″ N, 2° 28′ 07″ E / 42.147832°N,2.468693°E | IPA-10103     | La Fageda (les Preses) · Vegeu més fotos d'aquest monument · Carregueu una nova foto d'aquest monument                         |
| Mas Quintana                      |              | Obra popular XVIII          | Les Preses                         | 42° 08′ 50″ N, 2° 29′ 19″ E / 42.147331°N,2.488497°E | IPA-10104     | Carregueu una nova foto d'aquest monument                                                                                      |
| La Mata                           |              | Obra popular XVII-XVIII     | Les Preses C. Sant Pere, 2         | 42° 08′ 28″ N, 2° 27′ 39″ E / 42.141166°N,2.460746°E | IPA-10105     | La Mata (les Preses) · Vegeu més fotos d'aquest monument · Carregueu una nova foto d'aquest monument                           |
| L'Avellana                        |              | Obra popular                | Les Preses A 1,5 km del nucli urbà | 42° 09′ 03″ N, 2° 28′ 10″ E / 42.150956°N,2.469468°E | IPA-10106     | Carregueu una nova foto d'aquest monument                                                                                      |
| Benefici de Sant Segimon          |              | Obra popular XVI            | Les Preses C. Sant Pere, 1         | 42° 08′ 27″ N, 2° 27′ 40″ E / 42.140730°N,2.460974°E | IPA-10107     | Benefici de Sant Segimon (les Preses) · Vegeu més fotos d'aquest monument · Carregueu una nova foto d'aquest monument          |
| El Bellot                         |              | Obra popular XII, XVI       | Les Preses                         | 42° 08′ 19″ N, 2° 27′ 47″ E / 42.138602°N,2.463096°E | IPA-10109     | Carregueu una nova foto d'aquest monument                                                                                      |
| Cabana de la Mata                 |              | Obra popular XVIII          | Les Preses                         | 42° 08′ 26″ N, 2° 27′ 39″ E / 42.140459°N,2.460873°E | IPA-10110     | Carregueu una nova foto d'aquest monument                                                                                      |
| La Bertrana                       |              | Obra popular XVII           | Les Preses C. Major                | 42° 08′ 29″ N, 2° 27′ 39″ E / 42.141459°N,2.460841°E | IPA-10111     | La Bertrana (les Preses) · Vegeu més fotos d'aquest monument · Carregueu una nova foto d'aquest monument                       |
| Ca l'Adroher                      |              | Obra popular XVIII-XIX      | Les Preses Veïnat del Corb         | 42° 08′ 52″ N, 2° 28′ 53″ E / 42.147814°N,2.481505°E | IPA-10112     | Carregueu una nova foto d'aquest monument                                                                                      |
| El Soler                          |              | Obra popular X, XIII, XVIII | Les Preses Veïnat del Corb         | 42° 08′ 52″ N, 2° 28′ 38″ E / 42.147763°N,2.477106°E | IPA-10113     | Carregueu una nova foto d'aquest monument                                                                                      |
| Canova                            |              | Obra popular XVIII          | Les Preses Veïnat del Corb         | 42° 08′ 50″ N, 2° 29′ 06″ E / 42.147325°N,2.484885°E | IPA-10114     | Carregueu una nova foto d'aquest monument                                                                                      |
| Mas l'Antiga                      |              | Obra popular XIX            | Les Preses Veïnat del Corb         | 42° 08′ 27″ N, 2° 29′ 18″ E / 42.140721°N,2.488291°E | IPA-10115     | Carregueu una nova foto d'aquest monument                                                                                      |
| El Ferrers                        |              | Obra popular XIX            | Les Preses Veïnat del Corb         | 42° 09′ 00″ N, 2° 28′ 38″ E / 42.149924°N,2.477106°E | IPA-10116     | Carregueu una nova foto d'aquest monument                                                                                      |
| El Camps                          |              | Obra popular XVI, XVII      | Les Preses Veïnat del Corb         | 42° 08′ 32″ N, 2° 29′ 30″ E / 42.142263°N,2.491764°E | IPA-10117     | El Camps (les Preses) · Vegeu més fotos d'aquest monument · Carregueu una nova foto d'aquest monument                          |
| La Boada                          |              | Obra popular XVI            | Les Preses La Boada                | 42° 08′ 39″ N, 2° 27′ 45″ E / 42.144048°N,2.462505°E | IPA-10118     | Carregueu una nova foto d'aquest monument                                                                                      |
| Església de Sant Miquel del Corb  |              | Romànic                     | Les Preses Serra del Corb          | 42° 08′ 38″ N, 2° 29′ 06″ E / 42.143943°N,2.484990°E | IPA-10120     | Església de Sant Miquel del Corb (les Preses) · Vegeu més fotos d'aquest monument · Carregueu una nova foto d'aquest monument  |
| Esglesiona de Sant Martí del Corb |              | Romànic                     | Les Preses Serra del Corb          | 42° 08′ 29″ N, 2° 29′ 25″ E / 42.141382°N,2.490234°E | IPA-10121     | Esglesiona de Sant Martí del Corb (les Preses) · Vegeu més fotos d'aquest monument · Carregueu una nova foto d'aquest monument |

## Riudaura
Vegeu la llista de monuments de Riudaura

## Sales de Llierca
| Monument                                                         | Protecció    | Estil/època             | Localització                                                  | Coordenades                                          | Codi?         | Imatge |
| ---------------------------------------------------------------- | ------------ | ----------------------- | ------------------------------------------------------------- | ---------------------------------------------------- | ------------- | --- |
| Castell de Sales                                                 | BCIN 1386-MH | Gòtic XIV-XV            | Sales de Llierca                                              | 42° 14′ 37″ N, 2° 38′ 41″ E / 42.243611°N,2.644722°E | RI-51-0006063 | Castell de Sales (Sales de Llierca) · Vegeu més fotos d'aquest monument · Carregueu una nova foto d'aquest monument                            |
| Masia de Can Polí                                                | BCIL 2007    | Obra popular XIX        | Sales de Llierca Camí de Polí, molt a prop de Can Met de Polí | 42° 17′ 39″ N, 2° 38′ 23″ E / 42.294299°N,2.639840°E | IPA-10533     | Carregueu una nova foto d'aquest monument |
| Masia de l'Orri                                                  | BCIL 2007    | Obra popular            | Sales de Llierca Aïllada                                      | 42° 17′ 08″ N, 2° 39′ 00″ E / 42.285625°N,2.649865°E | IPA-10534     | Masia de l'Orri (Sales de Llierca) · Vegeu més fotos d'aquest monument · Carregueu una nova foto d'aquest monument                             |
| Casa rectoral del poble de Sadernes                              |              | Obra popular XVIII      | Sales de Llierca Sadernes                                     | 42° 16′ 12″ N, 2° 35′ 46″ E / 42.269958°N,2.596064°E | IPA-10535     | Carregueu una nova foto d'aquest monument |
| Església de Sant Miquel de Monteia o de Montella                 | BCIL 1999    | Romànic XII-XIII        | Sales de Llierca Monteia                                      | 42° 16′ 01″ N, 2° 38′ 53″ E / 42.266946°N,2.648174°E | IPA-10536     | Església de Sant Miquel de Monteia (Sales de Llierca) · Vegeu més fotos d'aquest monument · Carregueu una nova foto d'aquest monument          |
| Santa Cecília de Sadernes                                        | BCIL 1999    | Romànic XIII, XVI       | Sales de Llierca Sadernes                                     | 42° 16′ 12″ N, 2° 35′ 46″ E / 42.270089°N,2.596075°E | IPA-10537     | Santa Cecília de Sadernes (Sales de Llierca) · Vegeu més fotos d'aquest monument · Carregueu una nova foto d'aquest monument                   |
| Església de Sant Grau d'Entreperes o de Santa Maria d'Entreperes | BCIL 1999    | Romànic XII, XVII-XVIII | Sales de Llierca Entreperes                                   | 42° 16′ 29″ N, 2° 37′ 32″ E / 42.27474°N,2.62547°E   | IPA-10539     | Església de Sant Grau d'Entreperes (Sales de Llierca) · Vegeu més fotos d'aquest monument · Carregueu una nova foto d'aquest monument          |
| Església de Sant Andreu de Gitarriu                              | BCIL 1999    | Romànic XI              | Sales de Llierca Entreperes                                   | 42° 17′ 13″ N, 2° 37′ 16″ E / 42.287083°N,2.621008°E | IPA-10542     | Església de Sant Andreu de Gitarriu (Sales de Llierca) · Vegeu més fotos d'aquest monument · Carregueu una nova foto d'aquest monument         |
| Masia de la Quintana                                             |              | Obra popular XV-XVI     | Sales de Llierca Entreperes                                   | 42° 16′ 19″ N, 2° 37′ 26″ E / 42.272061°N,2.623850°E | IPA-10543     | Masia de la Quintana (Sales de Llierca) · Vegeu més fotos d'aquest monument · Carregueu una nova foto d'aquest monument                        |
| Església de Sant Martí de Sales                                  |              | Neoclassicisme XVIII    | Sales de Llierca Aïllada                                      | 42° 14′ 09″ N, 2° 38′ 59″ E / 42.235789°N,2.649728°E | IPA-10544     | Restes de l'església de Sant Martí de Sales (Sales de Llierca) · Vegeu més fotos d'aquest monument · Carregueu una nova foto d'aquest monument |
| Restes del Molí d'en Galceran                                    |              | Obra popular            | Sales de Llierca Sadernes, a la sortida del poble             | 42° 16′ 17″ N, 2° 35′ 28″ E / 42.271269°N,2.591180°E | IPA-10552     | Carregueu una nova foto d'aquest monument |
| Casal fortificat de Subirós                                      |              | Obra popular            | Sales de Llierca Aïllat                                       | 42° 14′ 50″ N, 2° 39′ 10″ E / 42.247150°N,2.652757°E | IPA-10553     | Carregueu una nova foto d'aquest monument |
| Can Galceran                                                     | BCIL 2007    | Obra popular XVIII-XIX  | Sales de Llierca Sadernes                                     | 42° 14′ 50″ N, 2° 39′ 10″ E / 42.247150°N,2.652757°E | IPA-10554     | Carregueu una nova foto d'aquest monument |
| Masia Monteia                                                    | BCIL 2007    | Obra popular XVII-XVIII | Sales de Llierca                                              | 42° 16′ 07″ N, 2° 39′ 05″ E / 42.268721°N,2.651450°E | IPA-36694     | Carregueu una nova foto d'aquest monument |
| Forn de calç de Casanet                                          |              | Obra popular            | Sales de Llierca Casanet                                      |                                                      | IPA-43172     | Carregueu una nova foto d'aquest monument |
| Forn de calç de Can Font                                         |              | Obra popular            | Sales de Llierca Can Font                                     |                                                      | IPA-43184     | Carregueu una nova foto d'aquest monument |
| Forn de calç de les Comes                                        |              | Obra popular            | Sales de Llierca Les Comes                                    |                                                      | IPA-43190     | Carregueu una nova foto d'aquest monument |

## Sant Aniol de Finestres
| Monument                                                              | Protecció    | Estil/època           | Localització                                                       | Coordenades                                          | Codi?         | Imatge |
| --------------------------------------------------------------------- | ------------ | --------------------- | ------------------------------------------------------------------ | ---------------------------------------------------- | ------------- | --- |
| Castell de Finestres                                                  | BCIN 1422-MH | IX-X                  | Sant Aniol de Finestres                                            | 42° 06′ 49″ N, 2° 35′ 45″ E / 42.113611°N,2.595833°E | RI-51-0006065 | Castell de Finestres (Sant Aniol de Finestres) · Vegeu més fotos d'aquest monument · Carregueu una nova foto d'aquest monument                        |
| El Molí d'en Coma, o Mas el Molí                                      |              | Obra popular XVIII    | Sant Aniol de Finestres Sant Esteve de Llémena                     | 42° 03′ 58″ N, 2° 36′ 45″ E / 42.06599°N,2.61253°E   | IPA-10495     | El Molí d'en Coma (Sant Aniol de Finestres) · Vegeu més fotos d'aquest monument · Carregueu una nova foto d'aquest monument                           |
| Gran Masia de Vilaplana                                               |              | Obra popular          | Sant Aniol de Finestres Sant Esteve de Llémena                     | 42° 03′ 22″ N, 2° 37′ 20″ E / 42.05606°N,2.62231°E   | IPA-10496     | Carregueu una nova foto d'aquest monument |
| Masia de Can Sala                                                     |              | Obra popular XVI      | Sant Aniol de Finestres Aïllada                                    | 42° 05′ 18″ N, 2° 35′ 19″ E / 42.08834°N,2.58857°E   | IPA-10497     | Carregueu una nova foto d'aquest monument |
| Església de Santa Maria d'Elena                                       | BCIL 2013    | Romànic XII           | Sant Aniol de Finestres Aïllada, puig d'Elena                      | 42° 01′ 34″ N, 2° 38′ 27″ E / 42.02614°N,2.64074°E   | IPA-10498     | Església de Santa Maria d'Elena (Sant Aniol de Finestres) · Vegeu més fotos d'aquest monument · Carregueu una nova foto d'aquest monument             |
| Església romànica de Sant Miquel de Bustins, o Sant Miquel d'Agustins | BCIL 2013    | Romànic XII           | Sant Aniol de Finestres Aïllada                                    | 42° 05′ 31″ N, 2° 36′ 49″ E / 42.0919°N,2.61362°E    | IPA-10499     | Església romànica de Sant Miquel de Bustins (Sant Aniol de Finestres) · Vegeu més fotos d'aquest monument · Carregueu una nova foto d'aquest monument |
| Ermita de Sant Cebrià                                                 | BCIL 2013    | Romànic XII           | Sant Aniol de Finestres Sant Esteve de Llémena                     | 42° 03′ 51″ N, 2° 36′ 25″ E / 42.06412°N,2.60702°E   | IPA-10500     | Ermita de Sant Cebrià (Sant Aniol de Finestres) · Vegeu més fotos d'aquest monument · Carregueu una nova foto d'aquest monument                       |
| Església de Sant Aniol de Finestres                                   | BCIL 2013    | Romànic X, XVIII      | Sant Aniol de Finestres Aïllada, dalt d'un turó                    | 42° 05′ 25″ N, 2° 35′ 13″ E / 42.09033°N,2.58698°E   | IPA-10501     | Església de Sant Aniol de Finestres · Vegeu més fotos d'aquest monument · Carregueu una nova foto d'aquest monument                                   |
| Església de Sant Esteve de Llémena                                    | BCIL 2013    | Obra popular XVII     | Sant Aniol de Finestres Sant Esteve de Llémena                     | 42° 03′ 25″ N, 2° 37′ 43″ E / 42.05693°N,2.62857°E   | IPA-10505     | Església de Sant Esteve de Llémena (Sant Aniol de Finestres) · Vegeu més fotos d'aquest monument · Carregueu una nova foto d'aquest monument          |
| Masia de Can Ros                                                      |              | Obra popular XVIII    | Sant Aniol de Finestres Sant Esteve de Llémena                     | 42° 03′ 47″ N, 2° 36′ 54″ E / 42.06314°N,2.61503°E   | IPA-10508     | Masia de Can Ros (Sant Aniol de Finestres) · Vegeu més fotos d'aquest monument · Carregueu una nova foto d'aquest monument                            |
| Ca l'Arrep                                                            |              | Obra popular XVIII    | Sant Aniol de Finestres Sant Esteve de Llémena                     | 42° 03′ 43″ N, 2° 36′ 58″ E / 42.06203°N,2.61607°E   | IPA-10515     | Ca l'Arrep (Sant Aniol de Finestres) · Vegeu més fotos d'aquest monument · Carregueu una nova foto d'aquest monument                                  |
| Can Vedruna, o Can Badrona                                            |              | Obra popular XVI      | Sant Aniol de Finestres Sant Esteve de Llémena                     | 42° 03′ 38″ N, 2° 37′ 03″ E / 42.06065°N,2.61758°E   | IPA-10516     | Can Vedruna (Sant Aniol de Finestres) · Vegeu més fotos d'aquest monument · Carregueu una nova foto d'aquest monument                                 |
| Masia de Can Llorens                                                  |              | Obra popular XVII     | Sant Aniol de Finestres Sant Esteve de Llémena                     | 42° 04′ 34″ N, 2° 36′ 13″ E / 42.07599°N,2.60358°E   | IPA-10517     | Carregueu una nova foto d'aquest monument |
| Església de Sant Andreu de la Barroca                                 | BCIL 2018    | Obra popular XVII     | Sant Aniol de Finestres La Barroca                                 | 42° 02′ 08″ N, 2° 37′ 39″ E / 42.03555°N,2.62743°E   | IPA-10519     | Església de Sant Andreu de la Barroca (Sant Aniol de Finestres) · Vegeu més fotos d'aquest monument · Carregueu una nova foto d'aquest monument       |
| Pont de l'església de Sant Esteve                                     |              | Obra popular XIX      | Sant Aniol de Finestres Sant Esteve de Llémena, prop de l'església | 42° 03′ 22″ N, 2° 37′ 34″ E / 42.0562°N,2.62603°E    | IPA-10523     | Pont de l'església de Sant Esteve (Sant Aniol de Finestres) · Vegeu més fotos d'aquest monument · Carregueu una nova foto d'aquest monument           |
| Santa Maria de Finestres                                              | BCIL 2018    | Romànic X             | Sant Aniol de Finestres Aïllada                                    | 42° 06′ 43″ N, 2° 35′ 35″ E / 42.11183°N,2.59308°E   | IPA-10525     | Santa Maria de Finestres (Sant Aniol de Finestres) · Vegeu més fotos d'aquest monument · Carregueu una nova foto d'aquest monument                    |
| Casa de la Plana                                                      |              | Obra popular XVIII    | Sant Aniol de Finestres                                            | 42° 06′ 17″ N, 2° 33′ 32″ E / 42.10478°N,2.55879°E   | IPA-37587     | Casa de la Plana (Sant Aniol de Finestres) · Vegeu més fotos d'aquest monument · Carregueu una nova foto d'aquest monument                            |
| Capella de Sant Joan de les Medes                                     | BCIL 2018    | Obra popular          | Sant Aniol de Finestres Les Medes                                  | 42° 05′ 56″ N, 2° 33′ 27″ E / 42.098825°N,2.557471°E | IPA-37588     | Capella de Sant Joan de les Medes (Sant Aniol de Finestres) · Vegeu més fotos d'aquest monument · Carregueu una nova foto d'aquest monument           |
| Capella de Sant Julià de les Medes                                    | BCIL 2013    | Romànic               | Sant Aniol de Finestres Serra de Finestres                         | 42° 07′ 00″ N, 2° 33′ 16″ E / 42.116737°N,2.554504°E | IPA-37589     | Carregueu una nova foto d'aquest monument |
| El Serrat                                                             |              | Obra popular XIX      | Sant Aniol de Finestres Les Medes                                  | 42° 02′ 51″ N, 2° 36′ 59″ E / 42.047483°N,2.616336°E | IPA-37590     | Carregueu una nova foto d'aquest monument |
| Ermita de Sant Roc                                                    | BCIL 2013    | Obra popular XV       | Sant Aniol de Finestres La Barroca                                 | 42° 01′ 03″ N, 2° 39′ 43″ E / 42.01742°N,2.66197°E   | IPA-37600     | Ermita de Sant Roc (Sant Aniol de Finestres) · Vegeu més fotos d'aquest monument · Carregueu una nova foto d'aquest monument                          |
| Capella de la Mare de Déu de Bell-lloc                                | BCIL 2013    | Obra popular          | Sant Aniol de Finestres Sant Esteve de Llémena                     | 42° 03′ 43″ N, 2° 36′ 27″ E / 42.06194°N,2.60738°E   | IPA-37602     | Capella de la Mare de Déu de Bell-lloc (Sant Aniol de Finestres) · Vegeu més fotos d'aquest monument · Carregueu una nova foto d'aquest monument      |
| Molí de Can Tura, el Molí                                             |              | Obra popular Medieval | Sant Aniol de Finestres Can Tura                                   |                                                      | IPA-43170     | Carregueu una nova foto d'aquest monument |

## Sant Feliu de Pallerols
Vegeu la llista de monuments de Sant Feliu de Pallerols

## Sant Ferriol
Vegeu la llista de monuments de Sant Ferriol

## Sant Jaume de Llierca
| Monument                                     | Protecció    | Estil/època     | Localització                                                            | Coordenades                                          | Codi?         | Imatge |
| -------------------------------------------- | ------------ | --------------- | ----------------------------------------------------------------------- | ---------------------------------------------------- | ------------- | --- |
| Torre de vigilància                          | BCIN 1842-MH |                 | Sant Jaume de Llierca No trobada, possiblement del castell de Montpalau |                                                      | RI-51-0006080 | Carregueu una nova foto d'aquest monument                                                                                    |
| Església parroquial de Sant Jaume de Llierca |              | Historicisme XX | Sant Jaume de Llierca Pl. de l'Església                                 | 42° 12′ 46″ N, 2° 36′ 32″ E / 42.212799°N,2.608785°E | IPA-10632     | Església parroquial de Sant Jaume de Llierca · Vegeu més fotos d'aquest monument · Carregueu una nova foto d'aquest monument |
| Forn de calç de Sant Jaume de Llierca        |              | Obra popular    | Sant Jaume de Llierca Aïllat                                            | 42° 12′ 22″ N, 2° 36′ 10″ E / 42.20607°N,2.60278°E   | IPA-10635     | Carregueu una nova foto d'aquest monument                                                                                    |

## Sant Joan les Fonts
Vegeu la llista de monuments de Sant Joan les Fonts

## Santa Pau
Vegeu la llista de monuments de Santa Pau

## Tortellà
| Monument                                 | Protecció    | Estil/època                  | Localització                                                               | Coordenades                                          | Codi?         | Imatge |
| ---------------------------------------- | ------------ | ---------------------------- | -------------------------------------------------------------------------- | ---------------------------------------------------- | ------------- | --- |
| Força de Bellpuig                        | BCIN 1670-MH | Medieval                     | Tortellà                                                                   | 42° 14′ 30″ N, 2° 37′ 04″ E / 42.241667°N,2.617778°E | RI-51-0006137 | Carregueu una nova foto d'aquest monument                                                                                           |
| Pont medieval damunt del riu Llierca     |              | Obra popular Medieval        | Tortellà Aïllat entre Montagut i Sadernes                                  | 42° 14′ 50″ N, 2° 36′ 14″ E / 42.24731°N,2.60385°E   | IPA-10684     | Pont medieval damunt del riu Llierca (Tortellà) · Vegeu més fotos d'aquest monument · Carregueu una nova foto d'aquest monument     |
| Restes de l'antiga església de Bellpuig  | BCIL 2013    | Romànic XI                   | Tortellà Aïllada, sortida poble de Tortellà                                | 42° 14′ 30″ N, 2° 37′ 03″ E / 42.2416°N,2.61761°E    | IPA-10685     | Carregueu una nova foto d'aquest monument                                                                                           |
| Casa al carrer de Sales, 11              |              | Eclecticisme XIX-XX          | Tortellà C. de Sales, 11                                                   | 42° 14′ 01″ N, 2° 37′ 51″ E / 42.23365°N,2.63089°E   | IPA-10686     | Casa al carrer de Sales, 11 (Tortellà) · Vegeu més fotos d'aquest monument · Carregueu una nova foto d'aquest monument              |
| Casa al carrer de Sales, 5               | BCIL 2013    | Eclecticisme XX              | Tortellà C. de Sales, 5                                                    | 42° 14′ 01″ N, 2° 37′ 50″ E / 42.23365°N,2.63064°E   | IPA-10687     | Casa al carrer de Sales, 5 (Tortellà) · Vegeu més fotos d'aquest monument · Carregueu una nova foto d'aquest monument               |
| Casa al carrer de Sales, 14              |              | Modernisme XIX-XX            | Tortellà C. de Sales, 14                                                   | 42° 14′ 01″ N, 2° 37′ 52″ E / 42.23357°N,2.6312°E    | IPA-10688     | Casa al carrer de Sales, 14 (Tortellà) · Vegeu més fotos d'aquest monument · Carregueu una nova foto d'aquest monument              |
| Casa al carrer de Sales, 3               |              | Obra popular XIX-XX          | Tortellà C. Sales, 3                                                       | 42° 14′ 01″ N, 2° 37′ 50″ E / 42.23366°N,2.63044°E   | IPA-10689     | Casa al carrer de Sales, 3 (Tortellà) · Vegeu més fotos d'aquest monument · Carregueu una nova foto d'aquest monument               |
| Hostal de Ca la Seca                     |              | Modernisme XIX-XX            | Tortellà Centre del poble, c. Sant Joan, 12                                | 42° 13′ 59″ N, 2° 37′ 56″ E / 42.23292°N,2.63234°E   | IPA-10690     | Hostal de Ca la Seca (Tortellà) · Vegeu més fotos d'aquest monument · Carregueu una nova foto d'aquest monument                     |
| Farmàcia de Tortellà                     |              | Modernisme XIX-XX            | Tortellà Pl. del Mercat                                                    | 42° 14′ 00″ N, 2° 37′ 49″ E / 42.23322°N,2.63035°E   | IPA-10691     | Farmàcia de Tortellà · Vegeu més fotos d'aquest monument · Carregueu una nova foto d'aquest monument                                |
| Casa al carrer Olot, 3                   |              | Modernisme XIX-XX            | Tortellà C. Olot, 3                                                        | 42° 14′ 00″ N, 2° 37′ 47″ E / 42.23332°N,2.62969°E   | IPA-10693     | Casa al carrer Olot, 3 (Tortellà) · Vegeu més fotos d'aquest monument · Carregueu una nova foto d'aquest monument                   |
| Llinda de la casa al carrer Sant Pere, 3 | BCIL 2013    | Obra popular XVIII           | Tortellà C. Sant Pere, 3                                                   | 42° 13′ 59″ N, 2° 37′ 51″ E / 42.23299°N,2.63071°E   | IPA-10694     | Llinda de la casa al carrer Sant Pere, 3 (Tortellà) · Vegeu més fotos d'aquest monument · Carregueu una nova foto d'aquest monument |
| Casa al carrer de l'Amargura             |              | Eclecticisme XIX-XX          | Tortellà C. de l'Amargura                                                  | 42° 13′ 58″ N, 2° 37′ 46″ E / 42.23279°N,2.62944°E   | IPA-10695     | Casa al carrer de l'Amargura (Tortellà) · Vegeu més fotos d'aquest monument · Carregueu una nova foto d'aquest monument             |
| Habitatge a la plaça del Mercat, 4       |              | Obra popular XIX             | Tortellà Pl. del Mercat, 4                                                 | 42° 14′ 00″ N, 2° 37′ 49″ E / 42.23324°N,2.63017°E   | IPA-10696     | Habitatge a la plaça del Mercat, 4 (Tortellà) · Vegeu més fotos d'aquest monument · Carregueu una nova foto d'aquest monument       |
| Església de Santa Maria de Tortellà      | BCIL 2013    | Neoclassicisme, barroc XVIII | Tortellà Pl. de l'Església                                                 | 42° 13′ 59″ N, 2° 37′ 47″ E / 42.23297°N,2.62976°E   | IPA-10698     | Església de Santa Maria de Tortellà · Vegeu més fotos d'aquest monument · Carregueu una nova foto d'aquest monument                 |
| La Fàbrica Gran                          |              | Obra popular XVIII Final     | Tortellà C. Sant Pere, 18-20                                               | 42° 13′ 58″ N, 2° 37′ 54″ E / 42.23285°N,2.63164°E   | IPA-20153     | La Fàbrica Gran (Tortellà) · Vegeu més fotos d'aquest monument · Carregueu una nova foto d'aquest monument                          |
| Forn de calç de Malleu                   |              | Obra popular                 | Tortellà Malleu                                                            |                                                      | IPA-43177     | Carregueu una nova foto d'aquest monument                                                                                           |
| Forn de calç de Montsipòsit              |              | Obra popular                 | Tortellà Montsipòsit                                                       |                                                      | IPA-43178     | Carregueu una nova foto d'aquest monument                                                                                           |
| Casa Quintana                            | BCIL 2013    |                              | Tortellà Darrera del Clot de l'Infern, al sud-oest del bosc de la Quintana | 42° 14′ 26″ N, 2° 36′ 35″ E / 42.240685°N,2.609677°E | IPA-45948     | Carregueu una nova foto d'aquest monument                                                                                           |
| Casa Manlleu                             | BCIL 2013    |                              | Tortellà Ctra. GI-523 d'Argelaguer a Tortellà                              |                                                      | IPA-45949     | Carregueu una nova foto d'aquest monument                                                                                           |
| Casa Bellpuig                            | BCIL 2013    |                              | Tortellà Camí de Bellpuig                                                  | 42° 14′ 31″ N, 2° 37′ 05″ E / 42.241953°N,2.617929°E | IPA-45950     | Carregueu una nova foto d'aquest monument                                                                                           |

## La Vall d'en Bas
Vegeu la llista de monuments de la Vall d'en Bas

## La Vall de Bianya
Vegeu la llista de monuments de la Vall de Bianya